# Steph-Nora Okere
Steph-Nora Okere es una actriz y guionista nigeriana. En 2015, se convirtió en vicepresidenta del Sindicato de Guionistas de Nigeria (SWGN).

## Biografía
Okere nació en Owerri, capital del estado de Imo, una zona del sureste de Nigeria ocupada principalmente por el pueblo igbo. Emigró al estado de Lagos en el suroeste de Nigeria y recibió su educación básica en la escuela primaria St Paul ubicada en Ebute Metta. Regresó a su estado natal durante su juventud. Okere obtuvo su Certificado de Escuela Superior de África Occidental en la Escuela Secundaria Akwakuma ubicada en el estado de Imo y se licenció en Artes Teatrales en la Universidad de Ife.

## Carrera
Previo a su debut en Nollywood fue actriz de teatro, debitando en la industria cinematográfica nigeriana en 1994 a la edad de 21 años.
Ganó el premio de reconocimiento especial en la edición de 2016 de los City People Entertainment Awards.

## Filmografía seleccionada
- African Time (2014)
- Big Heart Treasure (2007)
- Eleda Teju (2007)
- Angels Forever (2006)
- Joy Of A Mother (2006)
- Destiny’s Challenge (2005)
- Empire (2005)
- Fake Angel (2005)
- Immoral Act (2005)
- Aye Jobele (2005)
- Circle Of Tears 2004)
- Dark Secret  (2004)
- Indecent Girl (2004)
- Lost Paradise (2004)
- Singles & Married (2004)
- Aristos (2003)
- Bleeding Love (2003)